# Konstancja Hohenstauf (królowa Aragonii)
Konstancja Hohenstauf (ur. 1249, zm. 9 kwietnia 1302) – królowa Aragonii jako żona Piotra III Wielkiego (Aragońskiego). Jedyna córka Manfreda, króla Sycylii, i jego pierwszej żony – Beatrycze Sabaudzkiej.
Dziadkami Konstancji od strony ojca byli: cesarz Fryderyk II i jego kochanka (możliwe, że żona) Bianca Lancia. Jej dziadkami od strony matki byli: Amadeusz IV Sabaudzki i jego pierwsza żona Anna Burgundzka (córka Eudesa III, księcia Burgundii, i jego drugiej żony - Alicji de Vergy).

## Małżeństwo

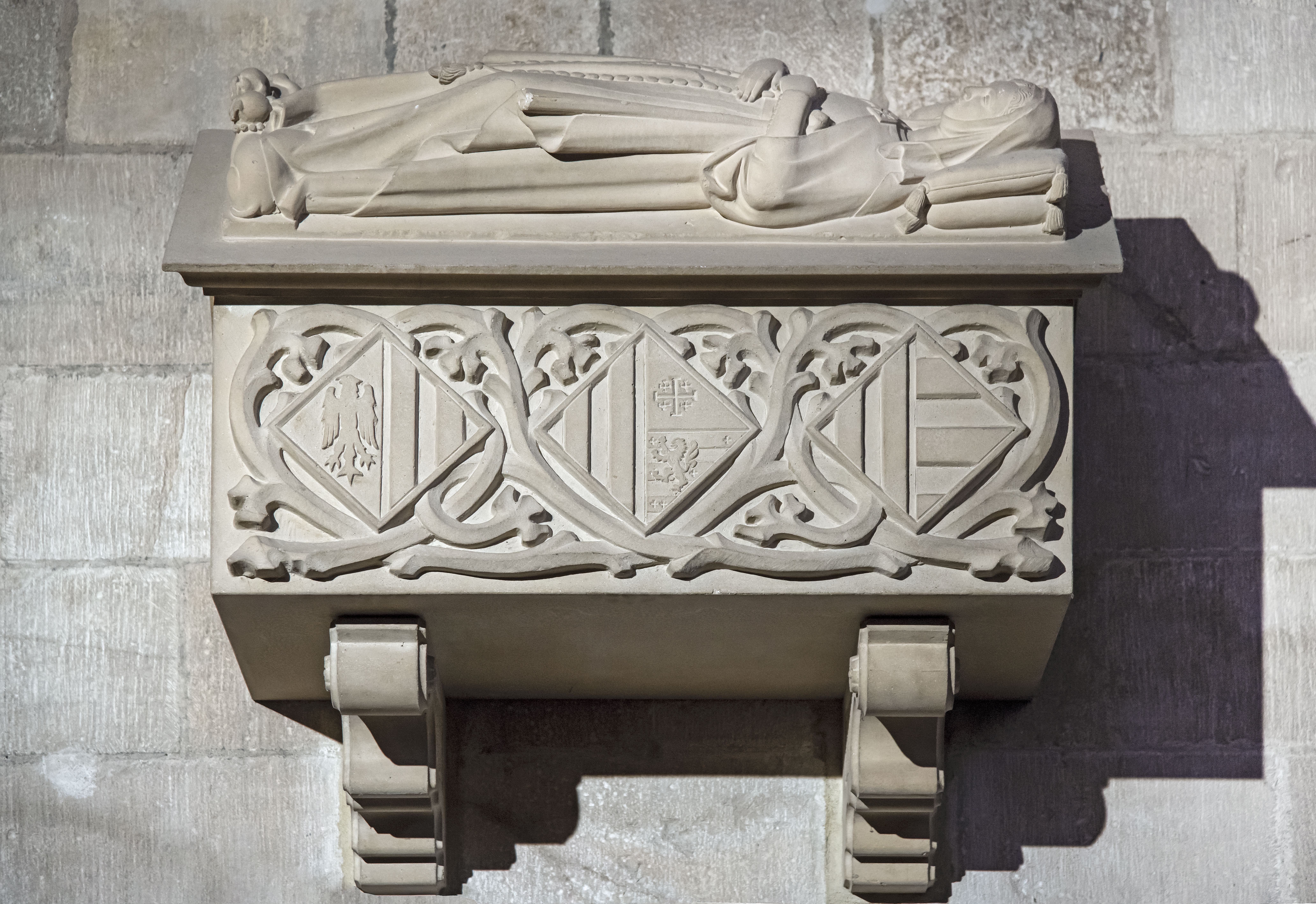
Jego grób.

13 czerwca 1262 Konstancja poślubiła księcia Piotra Aragońskiego, najstarszego syna króla Jakuba I i jego drugiej żony - Jolanty Węgierskiej. Ojciec Konstancji – Manfred zginął w bitwie pod Benewentem (26 lutego 1266), podczas walk ze swoim rywalem do korony Sycylii – Karolem Andegaweńskim (pogrobowym synem Ludwika VIII, króla Francji i Blanki Kastylijskiej). Jako najstarsza córka Manfreda, Konstancja była brana pod uwagę jako następczyni tronu, ale ostatecznie projekt ten odrzucono.
Jakub I zmarł 27 lipca 1276 i Piotr został nowym królem. Konstancja została królową Aragonii. Podczas wojny o tron Sycylii (1282–1302), jej mąż i synowie zgłosili pretensje do Sycylii w imieniu Konstancji. Wojna zakończyła się ostatecznie podziałem królestwa – wyspa Sycylia dostała się w ręce jej potomków, a Królestwo Neapolu – w ręce potomków Karola Andegaweńskiego.
Piotr III zmarł 2 listopada 1285 i Konstancja do końca swojego życia pozostała wdową. Zmarła jako zakonnica w Barcelonie.

## Potomstwo
Konstancja i Piotr III mieli sześcioro dzieci:
1. Alfonsa III (1265–1291), króla Aragonii i Walencji, hrabiego Barcelony 1285-1291
2. Jakuba II (1267–1327), króla Aragonii, Walencji, hrabiego Barcelony 1291-1327, króla Sycylii 1285-1295
3. Świętą Izabelę (zwaną również Elżbietą) (1270 lub 1271–1336), od 1292 żonę Dionizego I Rolnika, króla Portugalii
4. Fryderyka II (1272–1337), króla Sycylii 1296-1337
5. Jolantę (1273–1302 w Termini na Sycylii), od 1297 żonę Roberta I Mądrego, króla Neapolu
6. Piotra (1275–25 sierpnia 1296 w Tordehumos); od 28 sierpnia 1291 męża Guilemette de Moncada (1306/1309) – córki Gastona VI, wicehrabiego de Béarn